# フレッド・D・アンダーソン
フレッド・D・アンダーソン（1945年 - ）はアメリカ合衆国の企業役員, 投資家。元Apple Computer執行副社長兼最高財務責任者。Apple辞任後の2004年からElevation Partnersの共同創設者/取締役を務めている。

## キャリア
アンダーソンは、Appleへ転職する前は、Automatic Data Processingにて最高財務責任者を務めていた。
アンダーソンは、Appleの執行副社長兼最高財務責任者を1996年3月から2004年5月まで務めていた 。ギル・アメリオがAppleのCEOを辞任した際、スティーブ・ジョブズが暫定CEOを引き継ぐまでの間、暫定的にCEOの職務を引き継いだ 。彼はAppleのCFOとして、会計、資金、財務広報、税務、情報システム、内部監査、設備、人事などを監督した 。2004年6月8日には、アンダーソンはAppleの取締役会に加わった。 3ヶ月に及ぶAppleの株式オプション付与問題の調査の結果、2006年10月4日にアンダーソンはAppleの社外取締役を退任した。2015年7月1日、非公開のメディア／テクノロジー専門投資会社NextEquity Partnersを設立した。

## 参考書籍
- ブレント・シュレンダー, リック・テッツェリ 著、井口 耕二 訳『スティーブ・ジョブズ 無謀な男が真のリーダーになるまで』日本経済新聞出版社、2016年。ISBN 978-4532321000 (上), ISBN 978-4532321017 (下)。